# 징하 고속철도
징하 고속철도(중국어: 京哈客运专线)는 중화인민공화국의 베이징 싱훠 역과 하얼빈 역을 연결하는 고속철도이다. 전체 길이가 1,700km에 달하다.

## 역사
- 2007년 8월 23일 : 하다 고속철도 구간 착공.
- 2009년 5월 31일 : 판잉 고속철도 구간 착공.
- 2012년 12월 1일 : 하다 고속철도 구간 개통.
- 2013년 9월 12일 : 판잉 고속철도 구간 개통.
- 2014년 3월 28일 : 징선 고속철도 구간 착공.
- 2019년 : 징선 고속철도 구간 개통

## 현황
- 현재 운행 중인 노선은 녹색으로 표기되었다.

| 노선          | 비고                                         | 영업 최고 속도 | 영업 거리 (km) | 착공 시기       | 완공 시기       |
| ------------- | -------------------------------------------- | -------------- | -------------- | --------------- | --------------- |
| 징하 고속철도 | 베이징에서 하얼빈까지 연결하는 고속철도 노선 | 350            | 1,700          | 2007년 8월 23일 | 2019년          |
| 징선 고속철도 | 베이징에서 선양까지 연결하는 고속철도 노선   | 350            | 684            | 2014년          | 2019년          |
| 하다 고속철도 | 하얼빈에서 다롄까지 연결하는 고속철도 노선   | 350            | 904            | 2007년 8월 23일 | 2012년 12월 1일 |
| 판잉 고속철도 | 판진에서 잉커우까지 연결하는 고속철도 노선   | 350            | 89             | 2009년 5월 31일 | 2013년 9월 12일 |

## 같이 보기
- 징선 고속철도
- 하다 고속철도
- 판잉 고속철도